# Два клёна (сказка)
«Два клёна» — пьеса-сказка в трёх действиях советского драматурга Евгения Шварца.
Произведение было написано в 1953 году. В СССР пьеса была экранизирована в 1977 году. Экранизировалась и за рубежом. Неоднократно ставилась в театрах.

## Сюжет
Мать (Василиса-работница) разыскивает двух своих сыновей, заколдованных Бабой-Ягой...

## Персонажи
- Василиса-работница
- её сыновья:
  - Фёдор,
  - Егорушка,
  - Иванушка
- Баба-Яга
- Медведь
- Кот строгий Котофей Иванович, разумный кот,
- Шарик, пёс
- Мыши

## Критика
- Анализируя пятидесятилетнюю историю развития советской детской литературы, И.П. Лупанова отмечает, что «глубинная сущность этого произведения – одна из самых откровенно дидактичных: ребенку нужно слушать и уважать маму» [1, с. 431]. Но пьеса – не скучное нравоучение. Органичное сочетание условно-сказочного и реально-человеческого позволило драматургу превратить рассказ о непослушных сыновьях в интересный, но серьезный разговор «об ответственности маленького человека за свои поступки» [1, с. 432][1].
- А.Я. Бруштейн отмечает:«…в «Двух кленах» на большую высоту поднят образ Василисы – работницы, матери, героической и мудрой в своей любви к детям, сильной своей неразрывной связью со всем тем, что есть доброго и благородного в мире» [2, с. 96][1].
- Идейным «центром» характера Василисы являются вековые, отточенные народом естественные, природные законы жизни, дающие духовную гармонию. В.Н. Дмитриевский приходит к выводу: «Поэтический образ матери как бы символизировал гордость и прекрасное величие Родины, любовно воспитывающей юных богатырей» [3, с. 365][1].

## Театральные постановки

#### Ленинградский ТЮЗ
- 1954 — «Два клёна» — режиссёр П. К. Вейсбрём

#### Государственный русский драматический театр Эстонской ССР
- 1961 — Евгений Шварц «Два клёна»

#### Пензенский областной драматический театр имени А. В. Луначарского
- 1963 — «Два клёна» — режиссёр С. Шпанов
- 1989 — «Два клёна» — режиссёр Анатолий Гуляев
- 2009 — «Два клёна» — режиссёр Елена Бабаева

#### Театр Юного Зрителя города Заречного
- 2019 — «Два клёна» — режиссёр Феликс Кранц

## Экранизации
- 1978 — Заколдованные братья (нем. Die verzauberten Brüder) — австрийский телефильм по пьесе «Два клёна»[2]

### Мультфильмы
- 1977 — Два клёна[3]